# سبخة أريانة

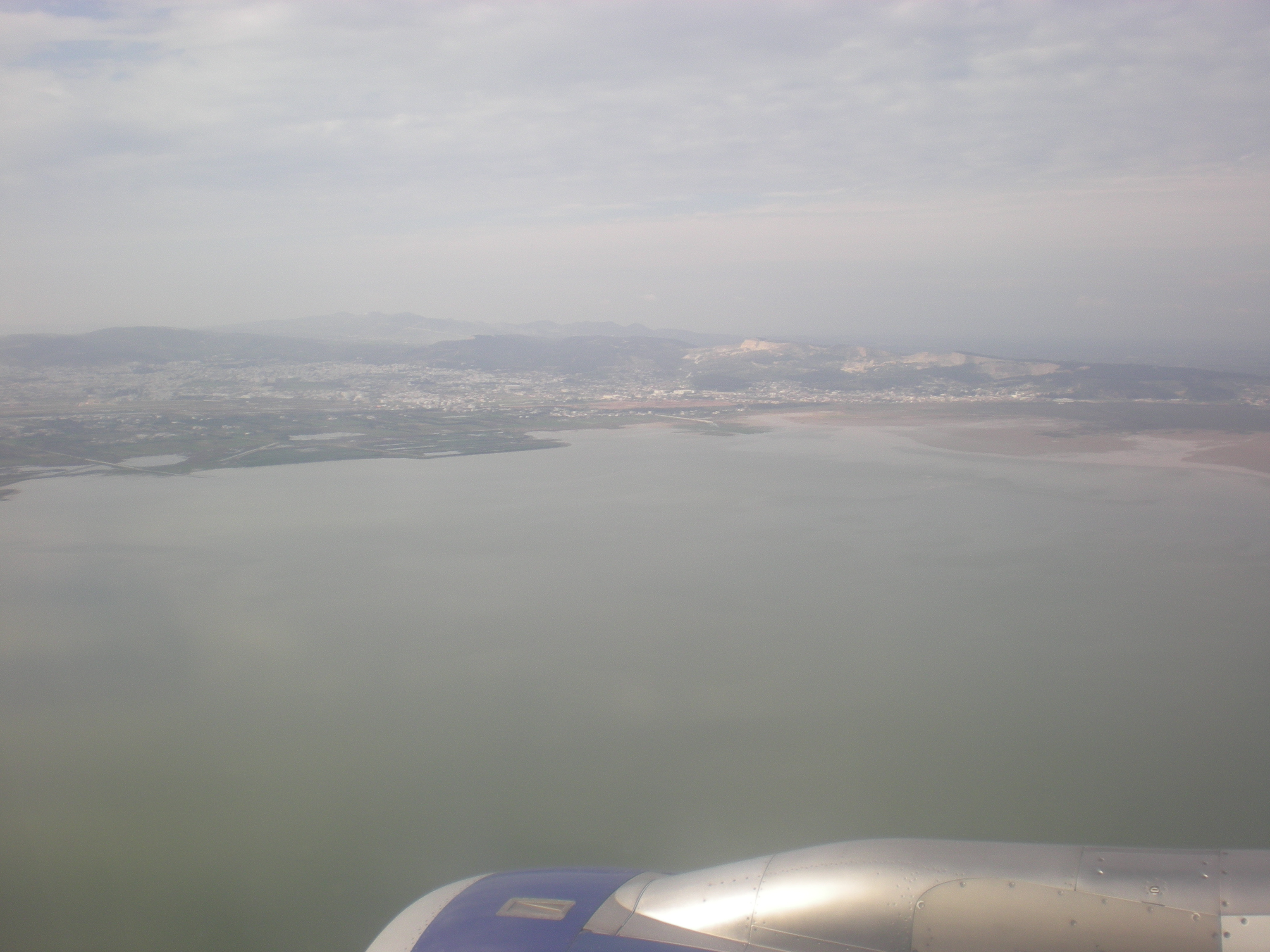
صورة جوّيّة لسبخة أريانة

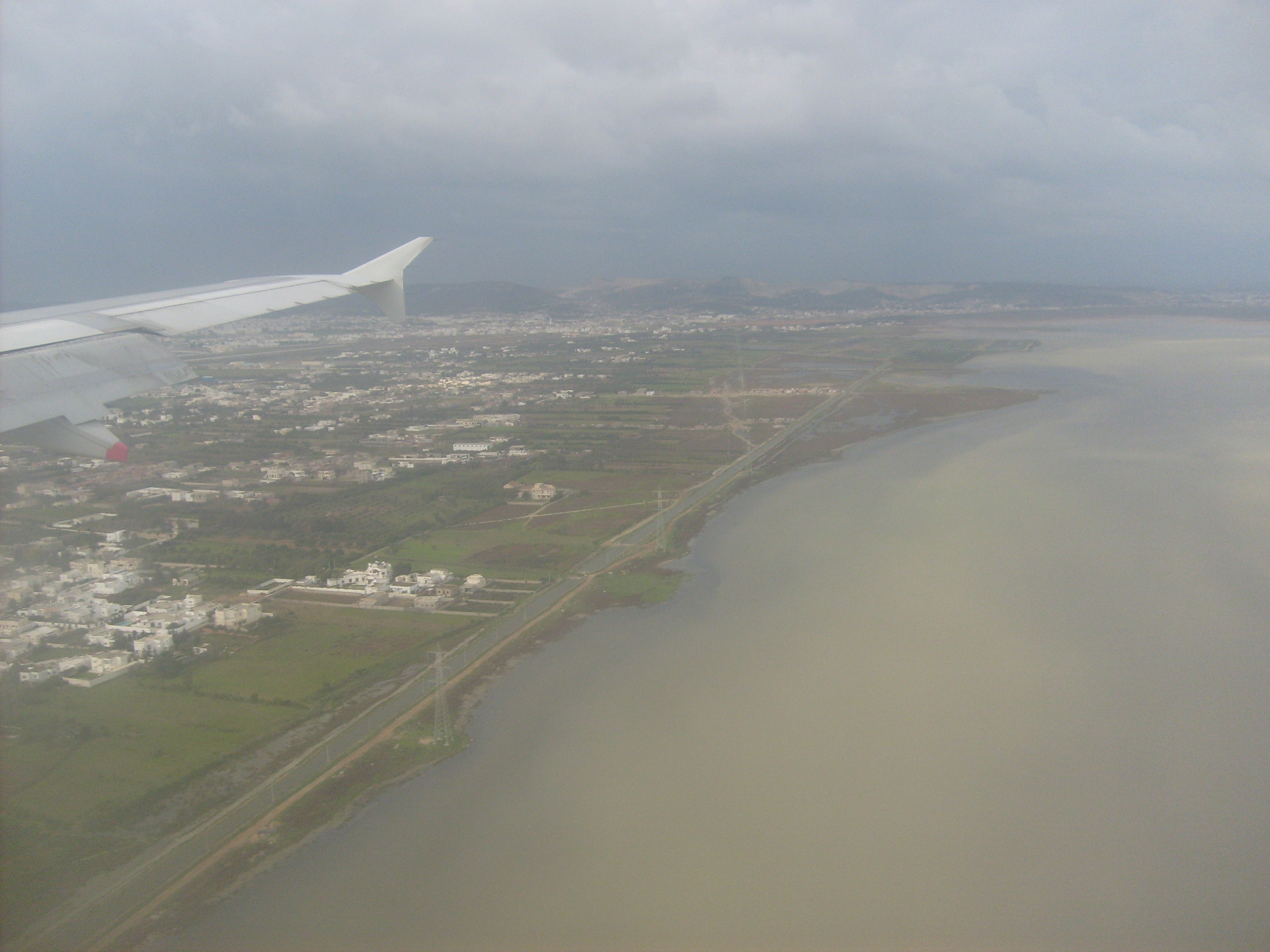
صورة جوّيّة لسبخة أريانة

سبخة أريانة هي إحدى السباخ التونسية وتقع شمال بحيرة تونس التي يفصلها عنها سهل سكرة، كما يفصلها حاجز رملي عن خليج تونس يمتد من رواد إلى قمرت، ولذلك فاتصالها بالبحر غير مستمر.
- تبلغ مساحة مساحة سبخة أريانة حوالي 5 آلاف هكتار.
- أعلن عام 2008 عن إقامة مشروع إماراتي على جزء من السبخة يمتد إنجازه على عشرين عاما.

| سبخة أريانة |

1. 1 2  وصلة مرجع: https://www.protectedplanet.net/32554. الوصول: 22 فبراير 2023.